# Coxcomb Peak
Der Coxcomb Peak (englisch für Hahnenkammspitze) ist ein zerklüfteter Berggipfel aus Dolerit im ostantarktischen Viktorialand. In den Allan Hills überragt er das südliche Ende des Plumstead Valley.
Erkundet wurde er 1964 von einer Mannschaft, die im Rahmen des New Zealand Antarctic Research Program in den Allan Hills tätig war und ihm einen deskriptiven Namen gab.